# 셰프키 쿠치
셰프키 쿠치(알바니아어: Shefki Kuqi, 1976년 11월 10일 ~ )는 구 유고슬라비아 태생의 핀란드 전 축구 선수이다.
핀란드 클럽인 미켈린 팔로일리야트에서 데뷔하였고, 이후 블랙번 로버스, 크리스털 팰리스, 풀럼 FC 등 잉글랜드의 여러 클럽들을 거쳤다. 1999년부터 핀란드 축구 국가대표팀의 일원으로 뛰었고 2010년 11월 24일에 국가대표 은퇴를 선언했다. 골을 넣고 난 뒤 양손을 좌우로 펼치고 앞으로 낙하하는 골 세리머니로 "날아다니는 핀란드인(Flying Finn)"이라는 별명으로 유명하다.

## 수상 경력

### 클럽
HJK 헬싱키
- 베이카우스리가: 1997
- 핀란드 컵: 1998
- 핀란드 리그 컵: 1998

### 개인
- 베이카우스리가 득점왕: 1592